# نقرات صامتة
نقرات صامتة، أو نقرات هي أصوات تظهر في العديد من اللغات الأفريقية الجنوبية والشرقية، وأحيانا في بعض اللغات الأوروبية والسامية الأخرى،  وتشريحياً، تعتبر النقرات عوائق مفصلية مع اغلاقين (نقاط الاتصال) في الفم.

## أنواع النقرات الصامتة

### نقرة شفتانية
يرمز لها في الأبجدية الصوتية الدولية (/ʘ/) ولها أنواع، منها الحلقية، (/k͡ʘ/)، ولهوي (/q͡ʘ/)، وتلفظ (/ʘ/) بالشفتان مثل الباء (/b/)، كأنها صوت قبلة.

### نقرة أسنانية
يرمز لها في الأبجدية الصوتية الدولية (/ǀ/) وأيضا لها أنواع، وهي الأشهر في اللغات الأفريقية والرومانسية، تظهر في الفارسية وتكتب (نچ / نتش) واللهجات العربية والعبرية ومن أشهر الأمثلة هي اجابة النفي، و تلفظ النقرة عند الأسنان مثل الثاء (/θ/)

### نقرة لثوية
يرمز لها بالرمز (/ǃ/)، توجد فقط في اللغات الأفريقية، وتلفظ  باللّثة عند النطق، مثل نطق سين (/s/) و الراء (/r/) واللام (/l/) والتاء (/t/)

### نقرة غارية
يرمز لها (/ǂ/) وغارية أي في الحنك الصلب عند النطق، مثل نطق الياء (/j/)